# Pitch Black
Pitch Black je novozelandska glasbena skupina, ki izvaja elektronsko glasbo. Ustanovljena je bila leta 1997.

## Zgodovina
Mike and Paddy sta se spoznala leta 1996.
Njun prvenec, Futureproof, je izšel avgusta 1998. Kljub temu da ga nista oglaševala, se je zavihtel na vrh novozelandskih lestvic elektronske glasbe. Septembra 2000 sta izdala drugi album, Electronomicon,, ki mu je sledila tridesetdnevna turneja po Avstraliji in Novi Zelandiji. Oba albuma sta bila podlaga za več remiks projektov lokalnih aktov, kot so International Observer, Epsilon Blue in Downtown Brown.
Tretji album, Ape to Angel, je izšel 4. oktobra 2004 in prejel pohvalne kritike. Turneja "Ape to Angel", ki je sledila izdaji, je bila njuna najdaljša doslej – odigrala sta 42 koncertov, vključno s pvenstvenimi v ZDA. Remiksi albuma so na Novi Zelandiji in v Avstraliji izšli pod imenom "Halfway: between Ape and Angel" , v Evropi in Amriki pa pod imenom "Frequencies Fall".
Leta 2007 je sledil četrti studijski album "Rude Mechanicals", ki je na Novi Zelandiji in Avstraliji izšel v lastni založbi, Remote Recordings, na Japonskem v založbi Wakyo in povsod drugod v založbi Dubmission Records. Remiksi tega albuma so izšli pod imenom "Rhythm, Sound and Movement" maja 2009.
2. septembra 2016 sta izdala peti album "Filtered Senses", ki mu je 7. julija 2017 sledila remiks kolekcija "Invisible Circuits".
Skladbe skupine Pitch Black so uporabili kot glasbeno podlago v več mednarodnih filmih in serijah, denimo v filmu Legenda o jezdecu kitov in v seriji CSI: Miami. Sodelovala sta tudi pri pripravi videoigre Cube za PlayStation Portable, kjer sta prispevala glasbo in oblikovala zvok.

## Diskografija
Albumi
- Futureproof (1998)
- Dub Obscura (1999)
- Electronomicon (2000)
- Electric Earth & Other Elements: Remixes (2001)
- Ape to Angel (2004)
- Halfway: Between Ape and Angel (2005)
- Frequencies Fall (2006)
- Rude Mechanicals (2007)
- Rhythm, Sound and Movement (2009)
- Filtered Senses (2016)
- Invisible Circuits (2017)

EP-ji
- Electric Earth (2002)
- Flex (2003)

### Sodelujoči projekti
Skupina je bila od svoje pojavitve na novozelandski glasbeni sceni vključena v več kompilacij in soundtrackov. Sledi seznam albumov, ki vključujejo katere izmed pesmi skupine Pitch Black:
- 1999 – The Gathering (neznan založnik) – "Alternate State"
- 2000 – The Gathering 2000 (neznan založnik) – "Melt"
- 2001 – Loop 13 CD.08 (Loop Recordings) – "Soliton"
- 2001 – Loop Select 002 (Loop Recordings) – "Unadrummer" (Sunshine Sound System Remix) (remiks skupine Downtown Brown)
- 2001 – Snakeskin OST (Mana Music) – "Data Diviner"
- 2001 – The Gathering 3 (Virgin Records) – "Reptile Room"
- 2002 – Loop 003 (Loop Recordings) – "Electric Earth" (DC Mix)
- 2002 – The Gathering 2002 (Loop Recordings) – "Unadrummer" (Sunshine Sound System Remix) (remiks skupine Downtown Brown)
- 2002 – The Green Room 001 (Loop Recordings) – "Speech" (White Amplitude Mix) (remiks skupine International Observer)
- 2004 – The Green Room 003 (Loop Recordings) – "Lost in Translation"
- 2005 – Kaikoura Roots Festival 22005 (Dub Conspiracy) – "Elements Turn"
- 2006 – TFM 2006 (Living Works Trust) – "Lost in Translation"